# Ті, що зупинили час
«Ті, що зупинили час» (англ. Clockstoppers) — американський науково-фантастичний комедійний бойовик 2002 року, зрежисований Джонатаном Фрейксом і спродюсований Ґейл Енн Герд і Джулією Пістор. Всупереч назві фільму, пристрої з технологією майбутнього «Гіперчас», навколо яких обертається фільм, насправді прискорюють молекули користувачів, створюючи з їхнього погляду ілюзію того, ніби час зупинився. Історія розповідає про підлітка Зака Гіббса, котрий випадково здобуває один із таких пристроїв, і йому доводиться тікати від агентів корпорації, що створила їх, всі з яких носять пристрої Гіперчасу. У фільмі грають: Джессі Бредфорд, Паула Гарсес, Френч Стюарт, Майкл Бін, Робін Томас і Джулія Свіні.
Фільм виробила Nickelodeon Movies, а поширила Paramount Pictures. Попри змішано-негативні відгуки від критиків, фільм мав касовий успіх.

## Сюжет
Заснована АНБ, корпорація Quantum Tech (QT) працює над проєктом із розробки Гіперчасу — технології, що дозволяє молекулам користувача прискорюватися настільки, що світ здається застиглим. Голова АНБ Мур закриває проєкт через ризик потрапляння технології до ворожих сил. ГВД QT Генрі Гейтс планує використати Гіперчас для світового панування, але зараз ці плани руйнуються: АНБ дає йому лише тиждень перш, ніж забере своє обладнання, його провідний науковець не може виправити дефект, який змушує суб'єкти в Гіперчасі швидко старіти, і після того, як його прибічник не дає Доплерові інкогніто відлетіти з аеропорту, Доплер інформує Гейтса про те, що надіслав інформацію про Гіперчас і прототип наручного годинника своєму колишньому вчителеві, докторові Джорджу Гіббсу в надії, що він зможе віднайти виправлення дефекту.
Дочка Гіббса, Келлі, випадково жбурляє годинника в коробку з речами його сина, Зака. Джордж їде на конгрес прикладних наук, відмовившись піти з Заком по нову автівку. Зак неодноразово виводить Франческу, гарячу нову дівчину зі школи, з себе: спочатку поблажливою пропозицією показати їй місто, а потім, після того, як вона дозволила йому допомогти їй зібрати опале листя, принісши живого опосума до її будинку. Проте, вона вражена, коли він показує силу свого годинника, за допомогою якого вони пустують у місті, а пізніше допомагають другові Зака, Мікеру, перемогти на конкурсі ді-джеїв. Наприкінці побачення вона цілує Зака на добраніч.
Гейтс відряджає прибічників, озброєних годинниками Гіперчасу та гарматами з твердим азотом для повернення інших користувачів Гіперчасу назад у звичайний час, до Джорджевого будинку повернути прототип. Тікаючи від них, Зак виявляє зв'язаного Доплера в їхньому фургоні та звільняє його. Починається гонитва, внаслідок якої Зак падає на фургоні в річку, ламаючи при цьому годинника. Зак очунює в лікарні, де його звинувачують у викраденні фургона. Йому вдається змусити годинника працювати достатньо довго, щоб поцупити форму в поліціянта, що дозволяє йому уникнути і поліції, і Гейтсових прибічників. Корпорація QT контактує з агентством національної безпеки й зображує Зака, Джорджа та Доплера як утікачів. Зак і Франческа вирушають до готелю, в якому зупинився Джордж. QT першими дістаються Джорджа та захоплюють його як заміну Доплера.
Доплер захоплює Зака та Франческу у сміттєвоз. Франческа нокаутує Доплера, і разом із Заком допитує його. Доплер неохоче погоджується допомогти врятувати Джорджа. Використовуючи складові, які вони втрьох крадуть із наукового конгресу, Доплер лагодить розбитий годинник і будує власний набір азотних гармат.
Зак і Франческа вдираються. Після активації Гіперчасу Зак міняє неробочий годинник на зап'ястку як резервний план. QT захоплюють Зака та Франческу, конфіскують неробочий годинник і кидають їх до клітки зі Джорджем. Спливає термін АНБ, і Гейтс вмикає Гіперчас у всій будівлі, аби зупинити агентів АНБ, що наближаються. Використання схованого годинника в Гіперчасі змушує частинки Зака прискорюватися до точки нестабільності, дозволяючи йому проходити крізь стіни їхньої клітки та відволікати Гейтса та його прибічників достатньо довго, аби Джордж змайстрував бомбу, яка руйнує машину Гіперчасу. Гейтс намагається вбити Франческу, Зака і Джорджа, але прибуває Доплер і стріляє в нього азотом. Агенти АНБ убезпечують годинники та заарештовують Гейтса та його прибічників. З Зака звинувачення знімають.
Доплер використовує машину, яку збудував для обернення ефектів старіння у Гіперчасі, але ненавмисно омолоджується до підлітка, через що буде змушений декілька років прожити з родиною Гіббсів. Джордж дозволяє Закові отримати омріяну автівку. Коли Зак прискорюється на своїй автівці з Келлі, Франческою та Доплером, то виявляється, що Зак не повернув годинника та продовжує розважатися в Гіперчасі.

## Акторський склад
| Актор                               | Роль                                                                      |
| ----------------------------------- | ------------------------------------------------------------------------- |
| Джессі Бредфорд                     | Зак Гіббс хлопець, котрий знайшов годинника, що зупиняє час               |
| Паула Гарсес                        | Франческа венесуельська дівчина, котра переїхала до містечка Зака         |
| Френч Стюарт                        | Ерл Доплер науковець, який неохоче повертається на службу в корпорацію QT |
| Міко Г'юз                           | молодий Ерл Доплер                                                        |
| Майкл Бін                           | Генрі Гейтс ГВД QT Corporation                                            |
| Робін Томас                         | доктор Джордж Гіббс науковець, батько Зака та колега Ерла Доплера         |
| Гарікаї Мутамбірва                  | Мікер найліпший Заків друг                                                |
| Джулія Свіні                        | Дженні Гіббс матір Зака                                                   |
| Ліндзі Летерман                     | Келлі Гіббс молодша Закова сестра                                         |
| Грант Марвін                        | професор Дженнінг                                                         |
| Джейсон Джордж                      | Річард агент, котрий працює на Генрі                                      |
| Лінда Кім                           | Джей мовчазна агентка, котра працює на Генрі                              |
| Кен Дженкінс                        | Мур агент АНБ                                                             |
| Джонатан Фрейкс (незазначене камео) | перехожий                                                                 |
| Джуді М. Дюран                      | незазначений голос комп'ютера Q.T.                                        |
| Дженетт Голдстін                    | лікарка                                                                   |
| DJ Swamp                            | себе                                                                      |

## Виробництво
Режисер фільму Джонатан Фрейкс пізніше згадував: «Той сценарій досить довго був у Paramount, і завдяки успіху „Першого контакту“ та „Повстання“, Paramount здмухнули з нього пил, переписали, і ми зробили це за гарну ціну».
Сцену з замороженням прискореного Зака зробили шляхом поєднання трьох сцен на зеленому екрані: на першій актор Зака Джессі Бредфорд стрибає, на другій Майкл Бін цілиться азотною гарматою, а на третій згенеровано комп'ютером азотний струмінь на тлі декорацій.

## Саундтрек
| Компакт-диск | Компакт-диск                                  | Компакт-диск      | Компакт-диск |
| #            | Назва                                         | Виконавець        | Тривалість   |
| ------------ | --------------------------------------------- | ----------------- | ------------ |
| 1.           | «Holiday in My Head»                          | Smash Mouth       | 2:40         |
| 2.           | «Abracadabra» (Ремікс Ральфа Салла 2002 року) | Sugar Ray         | 3:44         |
| 3.           | «A Song for Everyone»                         | Fenix TX          | 4:11         |
| 4.           | «Time After Time»                             | Uncle Kracker     | 4:20         |
| 5.           | «Never Let You Go»                            | Third Eye Blind   | 3:57         |
| 6.           | «All the Small Things»                        | Blink-182         | 2:48         |
| 7.           | «First Date»                                  | Blink-182         | 2:51         |
| 8.           | «Breathe»                                     | Nickelback        | 3:59         |
| 9.           | «The Minute I Met You»                        | New Found Glory   | 3:03         |
| 10.          | «The Worst Day Ever»                          | Simple Plan       | 3:34         |
| 11.          | «Bohemian Like You»                           | The Dandy Warhols | 3:32         |
| 12.          | «Quicksand»                                   | Lit               | 3:18         |
| 13.          | «Space to Share»                              | Scapegoat Wax     | 4:04         |
| 14.          | «Know My Name»                                | Kool Keith        | 3:23         |
| 15.          | «It's the Weekend»                            | Lil' J            | 3:02         |
| 16.          | «Everybody Have Fun Tonight»                  | Wang Chung        | 4:48         |
| 17.          | «Time Is Ticking Out»                         | The Cranberries   | 3:01         |

## Домашні медіа
«Ті, що зупинили час» були видані на VHS і DVD 13 серпня 2002 року.

## Критика
На Rotten Tomatoes фільм має схвальний рейтинг 29 % на основі 85 відгуків, із середнім рейтингом 4,81 з 10. Консенсус критиків вебсайту назвав його «приємною розвагою для юних підлітків, але гаянням часу для будь-кого старшого». На Metacritic він має середню зважену оцінку 40 з 100, на основі 24 критиків, що показує «змішані чи середні відгуки». Слухачі, опитані CinemaScore, дали фільму середню оцінку «B+» за шкалою від A+ до F.
Роджер Еберт із «Chicago Sun-Times» дав йому 2,5 з 4 і написав: «Фільм, спродюсований Nickelodeon, без сумніву, надзвичайно задовольнить свою цільову аудиторію». Він також зазначив, що фільм непересічний, але мало запропонує батькам або старшим суродженцям. Роберт Келер із «Вараєті» назвав його «нудно задуманою молодою пригодою без пожвавлення чи стилю».
«Ті, що зупинили час» розпочали на п'ятому місці за касовим рейтингом із $10,1 млн у свої перші вихідні, а наступного тижня опустилися до № 7, де протрималися ще тиждень. Фільм зібрав загалом $38,8 млн за бюджету $26 млн.